# 岨手由貴子
岨手 由貴子（そで ゆきこ、1983年 - ）は、日本の映画監督である。長野県長野市出身。石川県金沢市在住。明治学院大学経済学部経済学科卒。

## 経歴
大学在学中、ENBUゼミナールの映画監督コースに通い、篠原哲雄の指導のもとで製作した短編『コスプレイヤー』が第8回水戸短編映像祭、ぴあフィルムフェスティバル2005に入選。 2008年、初の長編『マイム マイム』がぴあフィルムフェスティバル2008で準グランプリ、エンタテインメント賞を受賞。 2009年には文化庁若手映画作家育成プロジェクトに選出され、山中崇、綾野剛らを迎え、初の35mmフィルム作品『アンダーウェア・アフェア』を製作。その他、音楽レーベルRALLYE LABEL所属のミュージシャンを中心に、ミュージックビデオを製作。
2015年5月30日、菊池亜希子・中島歩を主演に迎えた『グッド・ストライプス』で長編商業映画デビュー。2017年に拠点を金沢市に移し、2021年公開の『あのこは貴族』など、映画・テレビ等で監督・脚本を務めている。

## フィルモグラフィー

### 映画
- コスプレイヤー（2004年）監督、脚本
  - 第8回水戸短編映像祭　入選
  - ぴあフィルムフェスティバル2005　入選[4]
  - 第25回ハワイ国際映画祭 招待上映
  - 第19回シンガポール国際映画祭 招待上映
- マイム マイム（2007年）監督、脚本
  - ぴあフィルムフェスティバル2008 準グランプリ、エイベックス・エンタテインメント賞 受賞[5]
  - 第27回バンクーバー国際映画祭（カナダ）ドラゴン＆タイガー・ヤングシネマ・アワード ノミネート
  - 第5回香港アジア映画祭（香港）コンペティション部門 ノミネート
  - ブラッドフォード国際映画祭2009（イギリス）招待上映
  - ニッポン・コネクション2009（ドイツ）招待上映
  - 第17回レインダンス映画祭（イギリス）招待上映
  - シンガポール日本映画祭2010（シンガポール）招待上映
  - 田辺・弁慶映画祭2010 東京国際映画祭チェアマン特別奨励賞 受賞
- アンダーウェア・アフェア（2010年）監督、脚本
  - あいち国際女性映画祭2010 招待上映
  - 映画太郎EXTRA2012 招待上映
  - 2013年ゆうばり国際ファンタスティック映画祭 招待上映
- 乳房（2012年）脚本 - オムニバス映画『BUNGO〜ささやかな欲望〜』内
- 共犯者たち（2013年）監督、脚本
  - 2013年ゆうばり国際ファンタスティック映画祭
  - オムニバス映画「バナナvsピーチまつり」としてゆうばりファンタランド大賞(観客賞)受賞
- グッド・ストライプス（2015年）監督、脚本
  - 第7回TAMA映画賞 最優秀新進監督賞受賞[6]
  - 2015年度新藤兼人賞[7]
- あのこは貴族（2021年2月26日）監督、脚本
  - KINOTAYO現代日本映画祭ソレイユ・ドール 観客賞、審査員賞[8]

### ミュージックビデオ
- One Day Diary「C'est La Vie, Ob-La-Da」(2011年) - 『Fever or Ambulance』収録
- FilFla 「Pack Plus Ice」(2012年) - 『FlipTap』収録
- Milk「The recipe song (feat. Sally Seltmann)」（2012年） - 『greeting for the sleeping seeds』収録
- little moa「promnade」（2013年） - 『good evening』収録
- sugar me「as you grow」（2013年） - 『Why White Y ?』収録

### ドラマ
- NOTTV オムニバス連続ドラマ『結婚させてください!!』 - 「お義母さまはモンスター」脚本
- Netflix ヒヤマケンタロウの妊娠（2022年）脚本[9]
- Disney+ すべて忘れてしまうから（2022年9月14日配信）- 監督・脚本[10]
- BS-TBS 木曜ドラマ23 天狗の台所（2023年） - 脚本
  - 天狗の台所 Season2（2024年） - 脚本